# Paul Kirchner

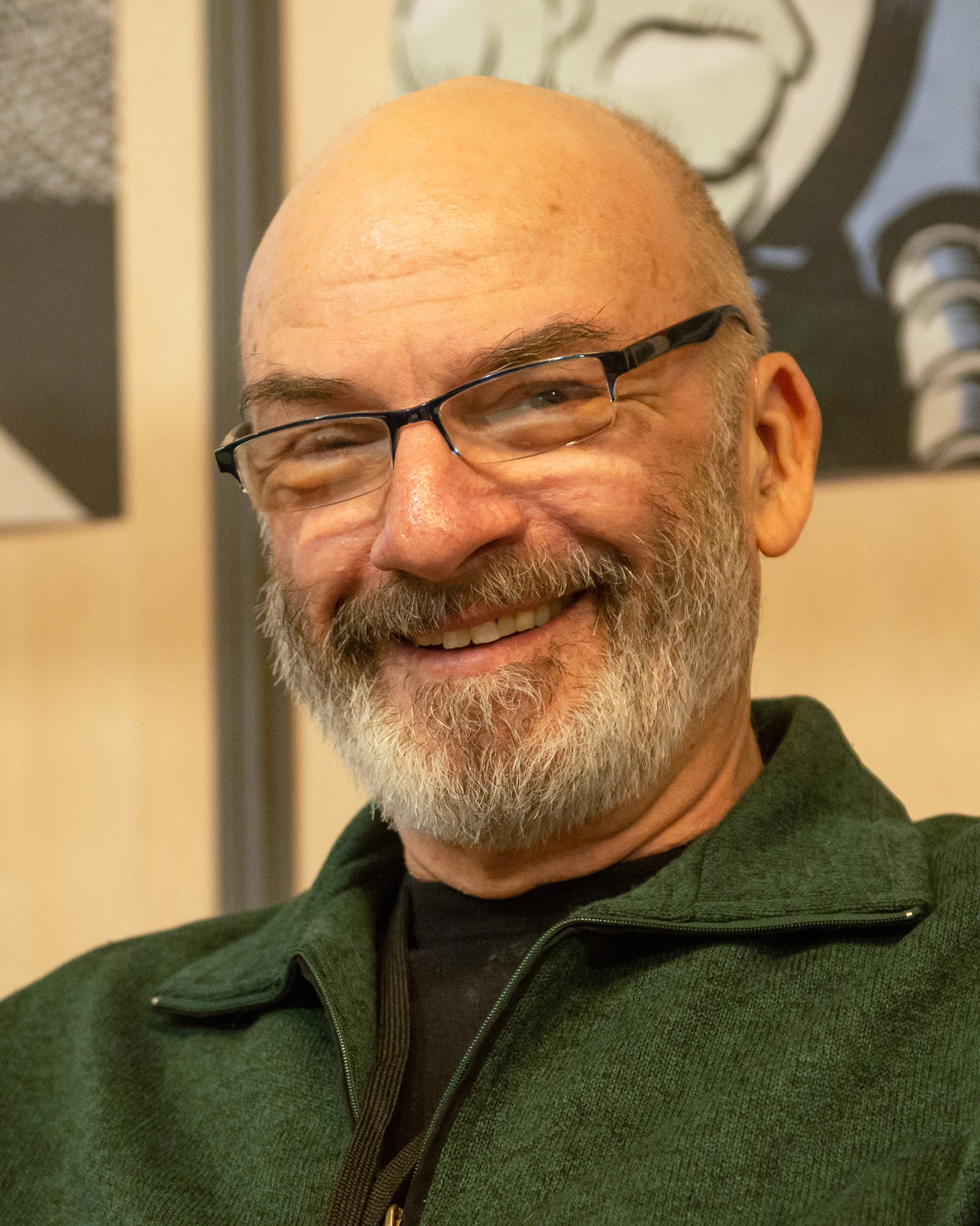

Paul Kirchner (New Haven (Connecticut), 29 januari 1952) is een Amerikaans illustrator en (strip)auteur.
Kirchner studeerde aan een kunstacademie in New York. Na het vroegtijdig afbreken van zijn studie, tekende hij stripverhalen. Hij werkte onder andere in samenwerking met de Nederlandse schrijver Janwillem van de Wetering. Langzamerhand verlegde hij zijn bezigheden naar het illustereren, onder andere voor de New York Times en Wall Street Journal, en het ontwerpen logo's en speelgoed. In 1994 verlegde hij zijn focus opnieuw, naar het schrijven van non-fictie en in 1996 nogmaals, naar de reclame-industrie. Sinds 2002 is hij weer een freelance kunstenaar.